# Hamidreza Ayatollahy

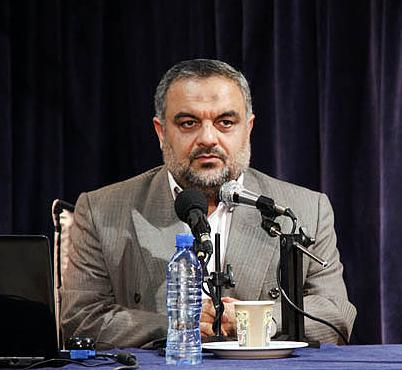
Hamidreza Ayatollahy

Hamidreza Ayatollahy (persisch حمیدرضا آیت‌اللهی‎; * 8. April 1959 in Kerman, Iran) ist ein iranischer Religionsgelehrter und Hochschullehrer für Philosophie, der auch am muslimisch-christlichen Dialog beteiligt ist. Er ist Professor am Institut für Philosophie der Allameh-Tabataba'i-Universität.
Er ist der Präsident der Iranischen Gesellschaft für Religionsphilosophie (انجمن علمی فلسفه دین ایران / Iranian Association for Philosophy of Religion) und ehemaliger Leiter des Instituts für Geistes- und Kulturwissenschaften (پژوهشگاه علوم انسانی و مطالعات فرهنگی / Institute for Humanities and Cultural Studies (IHCS)).
Islamischen Studien ging er eigenen Angaben zufolge von 1975 bis 1985 am Islamischen Institut (im Teheraner Stadtviertel Lalehzar) nach, 1985 machte er seinen B.S.-Abschluss in Angewandter Physik (Solid State), der Universität Teheran, 1989 ebendort seinen M.A. in Philosophie, 1998 den Ph.D. in Philosophie an der Vrije Universiteit Brussel in Belgien.
In den Bereichen der Lehre und Forschung ist er eigenen Angaben zufolge spezialisiert auf die Geschichte der modernen und zeitgenössischen westlichen Philosophie, Philosophie der Religion, vergleichende Philosophie, islamische Philosophie, Wissenschaft und Religion, allgemeine Logik.
Er war einer der muslimischen Teilnehmer des 8. Kolloquiums des Päpstlichen Rates für den Interreligiösen Dialog und der Organisation für Islamische Kultur und Beziehungen (Sāzmān-i Farhang wa-Irtibāṭāt-i Islāmī, engl. Islamic Culture and Relations Organization (ICRO)).